# Jungtürken (Frankreich)
Als Jungtürken (französisch Jeunes Turcs) wurde eine Strömung in der Radikalen Partei im Frankreich der Dritten Republik bezeichnet, die sich in der Zwischenkriegszeit für eine Erneuerung der Doktrin ihrer Partei und darüber hinaus für eine Modernisierung der französischen Gesellschaft und der Institutionen der Dritten Republik einsetzte.

## Geschichte
Der Begriff Jungtürken geht auf die gleichnamige politische Bewegung in der Türkei zurück, die sich ebenfalls der Erneuerung ihres Systems verschrieben hatte. Es handelte sich also nicht um eine Jugendbewegung der radikalen Partei. Entsprechend waren neben jüngeren Politikern der PRRRS wie Pierre Cot, Jean Zay, Bertrand de Jouvenel, Jacques Kayser und Pierre Mendès France auch etablierte wie Gaston Bergery und Albert Bayet vertreten. Obwohl der größte Teil aus dem linken Spektrum kam, waren mit de Jouvenel und Cot auch Politiker aus dem Umfeld Édouard Daladiers vertreten; Jean Montigny und Émile Roche galten als eher rechts stehend. Die Jungtürken sind als Teil einer allgemeinen Bewegung in der französischen Gesellschaft zu sehen, wie sie damals zum Beispiel auch die Neosozialisten in der SFIO darstellten.
Im Bereich der Wirtschaft waren die Jungtürken durch einen Etatismus gekennzeichnet, wie er auch in der SFIO oder der CGT vertreten war. Sie stellten insbesondere den liberalen Kapitalismus in Frage, und zwar schon vor der Weltwirtschaftskrise: Bertrand de Jouvenel veröffentlichte 1928 sein Werk L’Économie dirigée. Der Kapitalismus führe „zur Anarchie und zur Versklavung der Nation durch die Konzerne“. Sie sprachen von einer vom Staat „gelenkten“, „kontrollierten“ oder „organisierten“ Wirtschaft, auch wenn sie die Auswüchse des autoritären Etatismus ablehnten. Verstaatlichungen, Produktionsplanung, staatliche Kontrolle von Monopolen oder Banken waren Reformen, die sie befürworteten.
Sie befürworteten eine Reform der staatlichen Verwaltung, insbesondere die Stärkung der Exekutive mit dem Recht des Staatspräsidenten, das Parlament aufzulösen. „Die Staatsreform umfasst schließlich eine tiefgreifende Umgestaltung der Verwaltungen, ihrer Definition wie auch ihrer Organisation, die zu einer Rationalisierung der Funktionsweise der öffentlichen Dienste führt“.
Außenpolitisch vertraten die Jungtürken die Linie der Partei, wobei sie ihren Fokus auf die Verbesserung der Beziehungen zu Deutschland und Großbritannien setzten und eine Stärkung des Völkerbunds sowie eine erweiterte europäische Integration befürworteten.